# Café du Monde

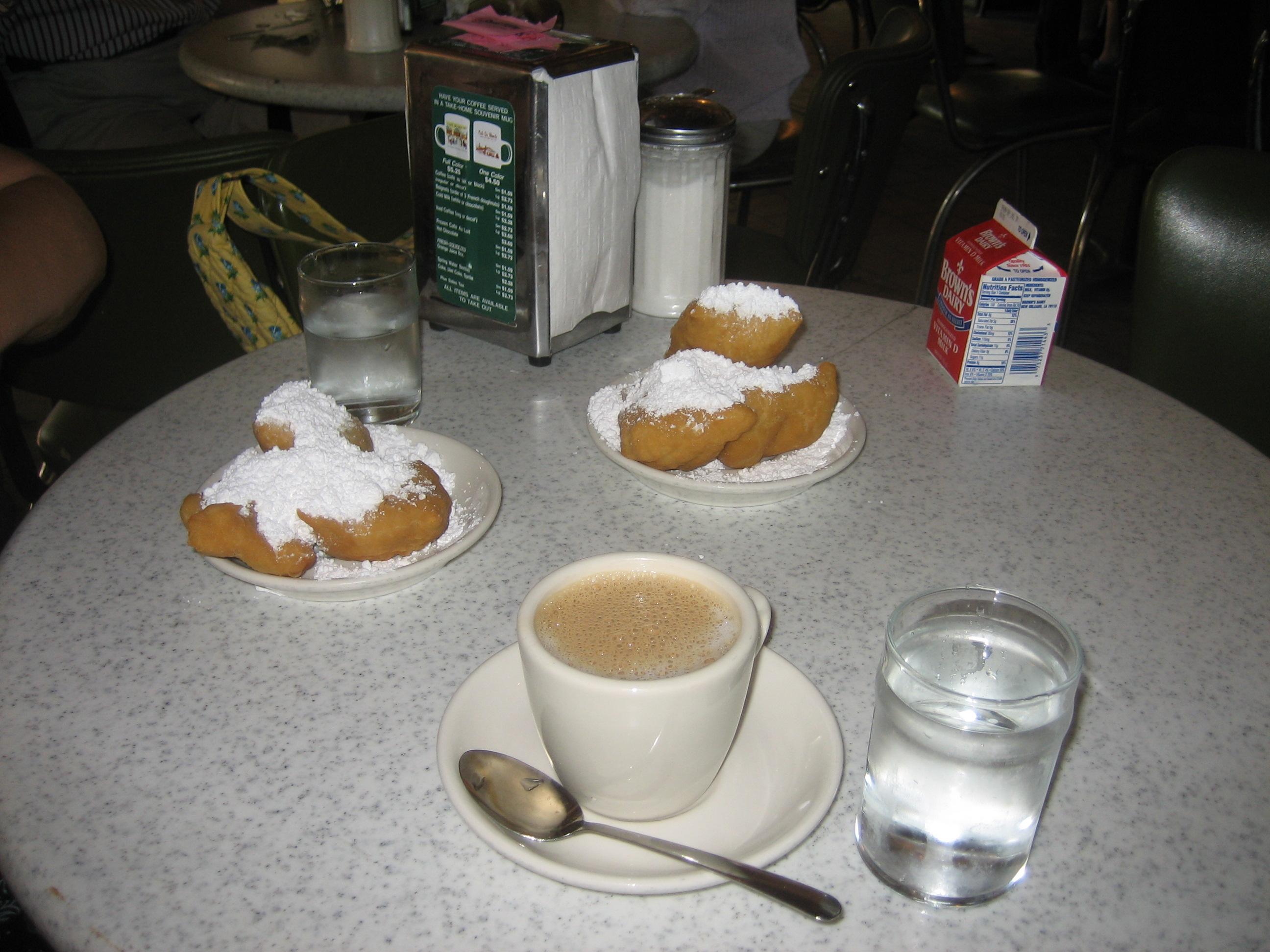
Khách hàng Café du Monde thường gọi café au lait và beignet.

Café du Monde (tiếng Pháp của "quán cà phê của thế giới") là một quán cà phê nổi tiếng tại đường Decatur ở Khu Pháp của thành phố New Orleans, Louisiana, Hoa Kỳ.  Nó được biết đến với món café au lait và beignet.  Cà phê tại đây được trộn với rau diếp xoăn theo kiểu New Orleans.
Quán này đặt tại Chợ Pháp từ năm 1862.  Trong hơn một thế kỷ nó là một trong hai quán bán cà phê và beignet giống nhau tại chợ này.  Bắt đầu từ giữa thập niên 1980, Café du Monde đã mở thêm vài quán khác ở các khu buôn bán.  Lúc đầu có các quán xa tận Atlanta, Georgia, trong những năm gần đây công ty đã giới hạn các hoạt động nội trong vùng New Orleans và một quán khác tại Baton Rouge.  Tại Nhật Bản có một số quán của Café du Monde.

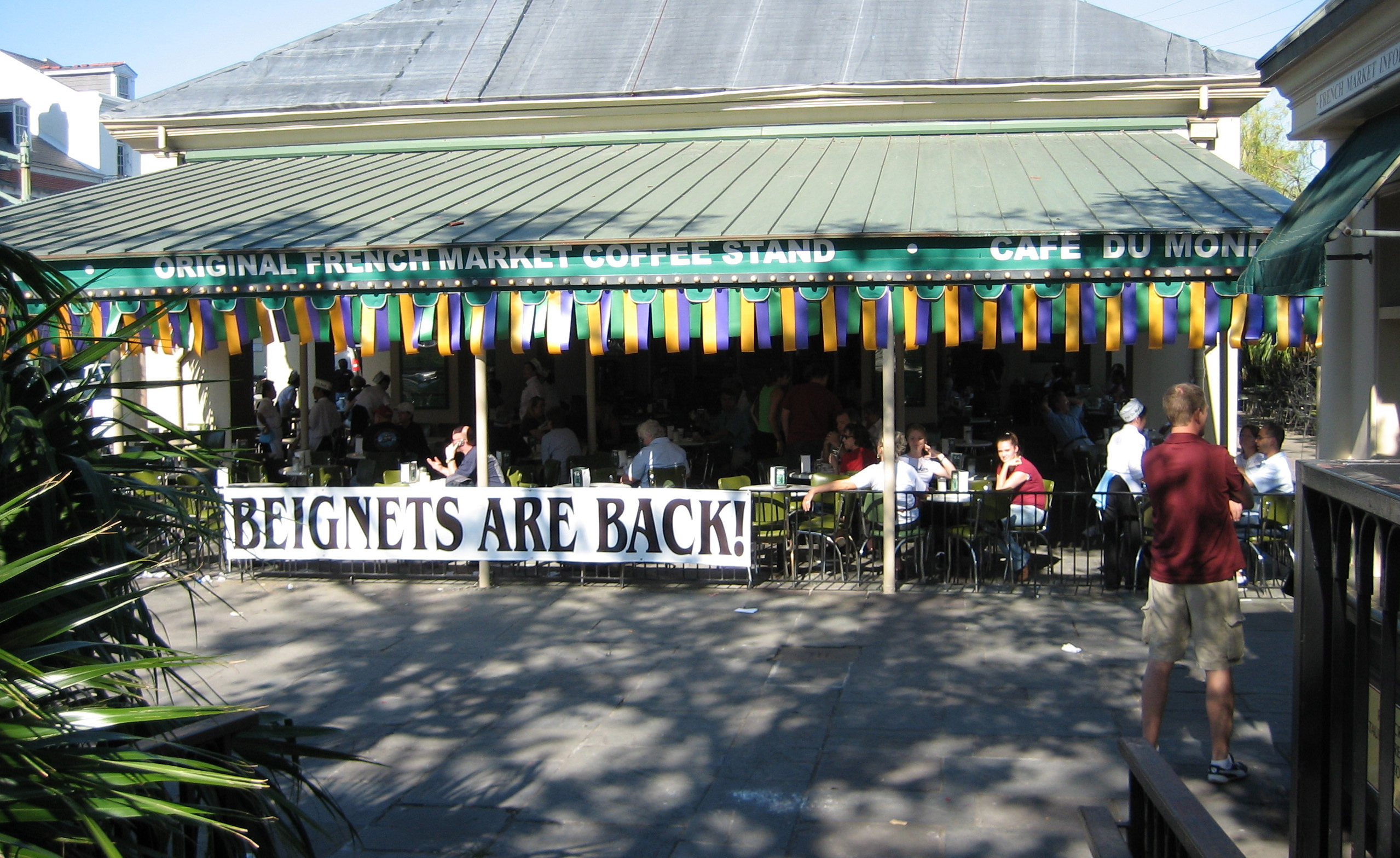
Café du Monde mở cửa lại ngày 19 tháng 10 năm 2005. Cờ đằng trước đề "Món beignet trở lại!"

Quán này mở cửa 24 giờ mỗi ngày, 7 ngày mỗi tuần, trừ ngày lễ Giáng sinh.  Đôi khi nó cũng đóng cửa vì bão.  Nó được chiếu cố bởi các du khách đến New Orleans cũng như dân địa phương.  Sau cơn bão Katrina, quán này phải đóng cửa, nhưng không bị thiệt hại nghiêm trọng. Quán tại Khu Pháp mở cửa lại ngày 19 tháng 10 năm 2005.

## Điều khác
- Hầu hết các nhân viên tiếp đãi tại Café du Monde là người Việt.